# Бреге 14
Бреге 14 (фр. Breguet Bre 14) је двокрилни бомбардер и извиђач француске конструкције и производње из Првог светског рата. Бреге се сматра за један од најбољих авиона у Првом светском рату.

## Пројектовање и развој
Конструктор авиона је био Луј Бреге (фр. Louis Breguet), који је управљао првим прототипом за време првог лета 21. новембра 1916. Ознака прототипа је била Бреге АВ.
Крајем новембра 1916 техничка управа Француске Армије (фр. Section Technique de l' Aéronautique -S.T.Aé) је издала захтев за четири нова типа авиона. Бреге је поднео своје конструкције за два типа - бомбардер и извиђач.
По завршетку испитивања, Бреге 14 је усвојен за обе улоге и у марту 1917. је наручено 150 извиђача и 100 бомбардера са типским ознакама Бреге 14 А.2 и Бреге 14 Б.2. А.2 варијанта је била опремљена камером, неки су имали и радио док је код Б.2 доње крило било модификовано како би прихватило носач бомби (направио га је Мишлен). Обе варијанте су имале аутоматска закрилца које су касније напуштена у производњи.
Авион је био једномоторни двокрилац мешовите конструкције изузетан по томе што је у то време користио дуралуминијум у изградњи структуре и трупа и крила. Труп и крила су била обложена платном. Закрилцима су била опремљена и горња и доња крила. Мотор и хладњак су били обложени лимом.
За време рата је изграђен и мањи број других варијанти Бреге XIV Б.1 једноседи бомбардер већег радијуса дејства, ГР.1 извиђач великог радијуса дејства, Х хидроавион, С летећа амбуланта и Е.2 тренажна варијанта. Касније варијанте 15бис А.2 и 14бис Б2 су имале пбољшано крило.
На авион су уграђивани следећи мотори:
- Рено 12Fe
- Рено 12Fcx
- Рено 12Fox
- Фијат А-12 - уграђивани су на авионе који су испоручени САД и Белгији
- Фијат А-12бис - уграђивани су на авионе који су испоручени САД и Белгији
- Лорен-Дитрих снаге 400KS - уграђивани су на авионе који су испоручени Кини али и код замене дотрајалих Реноових мотора у Југославији.

Из Брегеа 14 су развијени Бреге 16 са побољшаним, већим крилом и Бреге 17 двоседи ловац. Ови типови су саграђени у малом броју примерака, после чега се прешло на Бреге 19 који се по лиценци правио у Краљеву.

## Варијанте авиона Бреге 14
- Бреге 14-А2 - прва серијска варијанта извиђача,
- Бреге 14-Б1 - прва малосеријска варијанта бомбардера,
- Бреге 14-Б2 - великосеријска варијанта бомбардера,
- Бреге 14-С - санитетска варијанта,
- Бреге 14-ТОЕ - колонијална варијанта са повећаним долетом,
- Бреге 14-Ет.2 - школски авион,
- Бреге 14-Т - транспортна варијанта,
- Бреге 14-Т бис санитарие - санитетска варијанта,
- Бреге 14-Т.2 Салон - путничка варијанта авиона развијена 1919. године, коришћена у ваздушном саобраћају Парис-Лондон и Парис-Брисел,
- Бреге 14-Т бис - путничка варијанта авиона развијена 1921. године, коришћена у ваздушном саобраћају Тулуза-Барселона.

## Наоружање
- 1x фиксиран Викерс 7.7 mm налази се на предњој страни авиона, синхронизован са елисом, користи га пилот.
- 2x покретан Луис 7.7 mm митраљези за осматрача и служе за одбрану авиона из задње сфере.
- Бомбе 300 kg је наоружање за бамбардерску верзију авиона Бреге 14.

## Оперативно коришћење

### У свету
Од 1917. па до 1926. године направљено је преко 7.800 примерака авиона Бреге 14, а само у току Првог светског рата тај број је износио 5.200. Авион се показао као веома добар тако да је коришћен у преко 25 земаља.
У току Првог светског рата авионима Бреге 14 А2-извиђачима и Б2-бомбардерима на западном фронту до новембра 1918. године било је опремљено 71 франсуска ескадрила. Ови авиони су се такође користили и на Солунском фронту (Србија и Грчка), као и у Мароку. Због велике потражње ови авиони су се производили у то време у 7 фабрика. Након рата су многи ови француски авиони 1919. године предати Пољској која их је користила у интервенционистичком рату против руских Бољшевика 1920. године. Многи авиони Бреге 14 су се после рата користили као поштански авиони или су били прерађивани у путничке. Редовне авионске линије Парис-Лондон и Парис-Брисел су се одржавале овим авионима. Првобитне верзије су имале 2 путника а каснија Бреге 14Т бис су имале кабине за смештај 3 путника. Током 1920.-тих година авио-компанија ЛАЛ је користила преко 100 авиона Бреге 14 и њима одржавала линију од Тулуза до Дакара (западна Африка) и Натал-а до Сантјага ди Чиле (Јужна Америка). Санитетска верзија овог авиона, која је могла у унутрашњости трупа да превезе два рањеника на носилима, широко је коришћена у ратовима у Мароку и Сирији током 1920. године.

### У КСХС/Краљевини Југославији
На крају Првог светског рата Србија је изашла са 24 примерка ових авиона, 12 примерака је добијено од Француске Источне војске а 25 примерака је накнадно добијено тако да је укупан број ових авиона у новонасталој држави Краљевству Срба, Хрвата и Словенаца (КСХС) био око 60 примерака. Највећи број ових авиона припадало је типу А2-извиђачима и Б2-бомбардерима али је било још и С-Санитет и Е2-двоседи са дуплим командама за обуку пилота. Бреге 14 је веома значајан авион у развоју српског и југословенског ваздухопловства, одиграо је значајну улогу у извиђању и бомбардовању на Солунском фронту, био је први поштански авион којим је организована ваздушна пошта између Солуна и Скопља за време пробоја Солунског фронта а затим од Скопља преко Ниша до Београда и Новог Сада у време операција за ослобођење земље. Након ослобођења 1919. године ваздушном поштом су били обухваћени Сарајево и Мостар. Због лоших осталих комуникација (железница и путне мреже) овај вид транспорта поште и курира се показао као веома погодан. Овај авион је био и први санитетски авион у нас, превозио је рањенике али и лекаре на хитне интервенције. У војним пилотским школама овај авион је служио дуги низ година за борбену обуку пилота у бомбардовању и извиђању. Бреге 14 је први авион у нас који је коришћен за фотограмертијска снимања тла. На крају 1923. године у Авио радионици 1. ВТП од једног примерка Бреге 14 направљен је први транспортни авион на овом подручју који је имао 6 путничких седишта. У ВВ КСХС се користио веома дуго до половине тридесетих година када су их заменили модернији авиони Потез 25 и Бреге 19.

## Земље које су користиле овај авион
| - Југославија: - Чехословачка - Француска - Пољска - Белгија - Србија- Краљевина Србија | - Турска - Грчка - Данска - Естонија - Финска - Шведска | - Португалија - Румунија - Гватемала - Бразил - Литванија - Парагвај | - Уругвај - Република Кина - Јапан - СССР - Иран - САД |